# Музей Чернігівської вченої архівної комісії
Музей Чернігівської вченої архівної комісії — перший публічний музейний заклад у Чернігові.

## Історія
Утворений 1896 одночасно із заснуванням губернської вченої архівної комісії з ініціативи чернігівського губернатора Є. Андрієвського.
Зібрання музею формувалося здебільшого завдяки надходженням від приватних осіб й активній діяльності членів ЧВАК. Серед перших дарителів були Є. Андрієвський, голова комісії Г. Милорадович й ін.
Матеріали музейних колекцій опубліковані в двох каталогах, складених завідувачами закладу П. Тихановим (бл. 1900) й П. Добровольським (ч. 1 — 1904, ч. 2 — 1905). 1902 понад 100 музейних предметів було представлено на міжнародній етнографічній виставці в Санкт-Петербурзі, де частину з них відзначили золотою медаллю. 1908 пам'ятки музею склали основу істор. відділу виставки 14-го Археологічного з'їзду, що відбувся в Чернігові. По закінченні з'їзду значну частину експонатів виставки було подаровано місту.
В 1909 р. на базі цих надходжень відкрито новий заклад, який одержав назву Чернігівський з'єднаний історичний музей міської і вченої архівної комісії в пам'ять 1000-ліття літописного існування м. Чернігова. У діяльності цього музею значну роль відіграли керуючий справами ЧВАК Вадим Модзалевський й хранитель музею Євген Корноухов, який підготував 1915 за участю інших членів комісії 3-й, найповніший каталог зібрання. У ньому зафіксовано 3332 пам'ятки відділів археології, історії й етнографії, які були представлені на той час в експозиції. До складу найбільшого з них — істор. — входили колекції нумізматики, зброї й військового спорядження, портрети історичних осіб, церковні старожитності, пам'ятки цехового устрою тощо. Крім того, в музеї зберігалися цінні документи з історії України 17–18 ст., автографи відомих державних і культурних діячів, гетьманські універсали, родинні архіви, колекції стародруків і рукописів тощо. 
В 1919 р. музей було реорганізовано в Другий радянський музей, а в 1923–25 він увійшов до складу Чернігівського історичного музею.